# Ludwig Renn
Ludwig Renn (1889. április 22. – 1979. július 21.) német író, katona, katonai szakíró, eszperantista. Valódi neve Arnold Friedrich Vieth von Golßenau volt.

## Élete és munkássága
Nemesi családban született a szászországi Drezdában. Az első világháború nyugati frontján századparancsnokként és zászlóaljparancsnokként harcolt. A háború után a drezdai közbiztonsági rendőrség századosa volt. A Kapp-puccs idején megtagadta a forradalmi munkásokra irányuló lövetési parancsot, majd leszerelt a rendőrségtől. 1920 és 1923 között jogot, nemzetgazdaságtant, művészettörténetet, orosz filológiát tanult Göttingenben és Münchenben. Az 1923-as infláció idején műkereskedőként tevékenykedett Drezdában. 1925–26 során utazásokat tett Dél-Európában és Ázsiában. 1927-ben régészeti és Kelet-Ázsia történeti tanulmányokat végzett Bécsben. Ugyanebben az évben tanulmányozta Karl Marx, John Reed és V. I. Lenin műveit. Átélte a bécsi 1927. évi júliusi forradalmat, melyben a felháborodott tömegek július 15-én felgyújtották a bécsi Igazságügyi Palotát a schattendorfi merénylet elkövetőinek felmentése miatt. A rendőrségi sortűzben 89 munkás és 5 rendőr meghalt, és több százan megsebesültek.
1928-ban jelent meg első könyve Krieg (magyarul: Háború, Népszava, 1929.) címmel, mely higgadt, tárgyilagos stílusú háborúellenes regényként nagy olvasottságot és hírnevet hozott számára. Regényét 23 nyelvre lefordították, s a párhuzamok és összecsengések miatt gyakran együtt említik Erich Maria Remarque Nyugaton a helyzet változatlan című művével. Ugyanebben az évben lépett be Németország Kommunista Pártjába (KPD). Tagja lett a Vörös Frontharcos Szövetségnek (Roten Frontkämpferbund) és a Proletárforradalmár Írók Szövetségének (Bund Proletarisch-Revolutionärer Schriftsteller Deutschlands – BPRS) melynek tagja volt többek között Gábor Andor, Johannes Robert Becher, Anna Seghers, Egon Erwin Kisch, Erwin Piscator, Kurt Kläber, Hans Marchwitza és Erich Weinert. Ez idő tájt társkiadója az Aufbruch című katonapolitikai folyóiratnak és szerkesztője a Die Linkskurve című folyóiratnak. 1930-ban megjelent Nachkrieg (A háború után) című műve, mely előző műve folytatása. 1931–32-ben a berlini Marxista Munkásiskola (Marxistischen Arbeiterschule – MASCH) előadója.

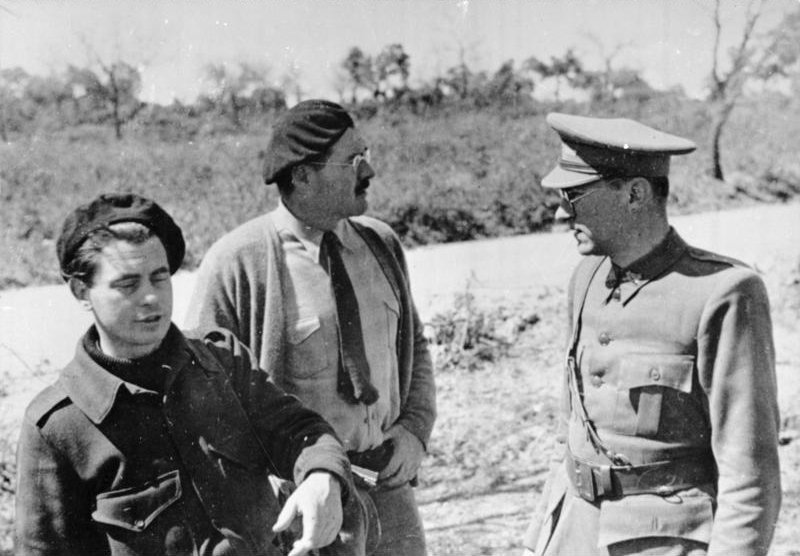
Joris Ivens (balról), Ernest Hemingway (középen) és Ludwig Renn a spanyol polgárháborúban 1936-ban

A nemzetiszocialista hatalomátvétel után, 1933 márciusában „irodalmi hazaárulás” vádjával letartóztatták, majd 30 hónapos fegyházbüntetésre ítélték. A börtönben enyhén bántak vele, mert azt remélték, hogy a maguk oldalára tudják állítani. A Bautzen Fegyházból (Zuchthaus Bautzen) történt 1935-ös szabadulása után Svájcba szökött. A spanyol polgárháború alatt először a német emigránsokból álló Thälmann zászlóalj parancsnokaként részt vett Madrid védelmében, majd 1936 novemberétől a XI. Nemzetközi Brigád vezérkari főnöke lett. A köztársaságiak polgárháborús veresége után Mexikóba emigrált, ahol többek között megírta önéletrajzi művét a császári Németország nemesi és katonatiszti életformájáról Adel im Untergang (1944)(magyarul: A nemesség alkonya, 1960.) címmel.

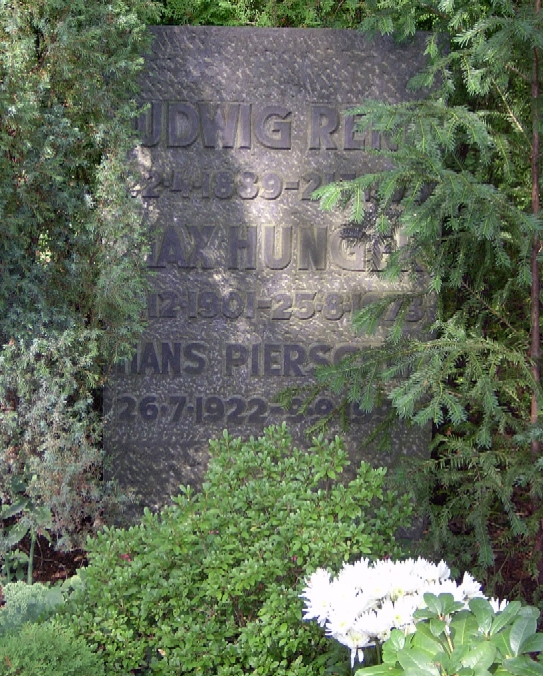
Ludwig Renn sírja Berlinben (Zentralfriedhof Friedrichsfelde)

1947-ben az NDK-ban (DDR) telepedett le, ahol tagja lett a Német Szocialista Egységpártnak (Sozialistische Einheitspartei Deutschlands – SED). Tagja volt a Szovjet Megszállási Zóna 1. Néptanácsának. Mexikói élményei alapján született Trini (1954) (magyarul: Az indiánok vára, 1956.) címen ifjúsági műve. Spanyolországi emlékei alapján megírta Der spanische Krieg (1955) (magyarul: A spanyol háború, Európa Könyvkiadó, 1959.) című forrásértékű önéletrajzi esszéjét.
Nemcsak beszélt eszperantó nyelven, hanem a munkás-eszperantisták mozgalmának tagjaként is aktívan tevékenykedett. Az NDK Kulturális Minisztériuma irodalmi munkássága elismeréseként számos magas kitüntetésben részesítette. 1969-től 1975-ig a Művészeti Akadémia tiszteletbeli elnöke volt. Renn homoszexuális volt, mexikói száműzetéséből a szintén drezdai Max Hungerrel (1901–1973) tért vissza. 1949-ben csatlakozott hozzájuk Hans Pierschel (1922–1994). 1979-ben Kelet-Berlinben halt meg. Földi maradványai élettársaival közös sírban vannak elhelyezve.

## Emlékezete
Berlin Marzahn városrészében a Ludwig-Renn-Straße, míg szülővárosában Drezdában a Ludwig-Renn-Allee őrzi emlékét, továbbá Berlinben egy gyerekkönyvtár, míg Potsdamban egy általános iskola viseli nevét.

## Művei
- Krieg (1928) (magyarul: Háború, Népszava, 1929)
  - Legújabb kiadás Günther Drommer utószavával: Verlag Das Neue Berlin, Berlin 2001, ISBN 3-360-00976-2.
- Nachkrieg (1930)
- Russlandfahrten (1932)
- Vor großen Wandlungen (1936)
- Adel im Untergang (1944) (magyarul: A nemesség alkonya, Magvető Könyvkiadó, 1960)
- Auf den Trümmern des Kaiserreiches (1946)
- Morelia (1950)
- Vom alten und neuen Rumänien (1952)
- Trini (1954) (magyarul: Az indiánok vára, 1956)
- Der spanische Krieg (1955) (magyarul: A spanyol háború, Európa Könyvkiadó, 1959)
  - Legújabb, rövidítés és cenzúra nélküli kiadás: Verlag Das Neue Berlin 2006, ISBN 978-3-360-01287-6
- Der Neger Nobi (1955)
- Herniu und der blinde Asni (1956)
- Krieg ohne Schlacht (1957)
- Meine Kindheit und Jugend (1957)
- Herniu und Armin (1958)
- Camilo (1963)
- Inflation (1963)
- Zu Fuss zum Orient (1966)
- Ausweg (1967)
- Krieger, Landsknecht und Soldat (1973)
- Anstöße in meinem Leben (1980, posztumusz önéletrajz)

### Magyarul megjelent művei
- Háború; ford. Braun Soma; Saly, Bp., 1929
- Az indiánok vára. Regény; ford. Ruzitska Mária; Ifjúsági, Bp., 1956
- A spanyol háború; ford. Gyurkó László, versford. Garai Gábor ford.; Európa, Bp., 1959
- A nemesség alkonya; ford. Ember Mária; Magvető, Bp., 1960

## Fordítás
- Ez a szócikk részben vagy egészben a Ludwig Renn című német Wikipédia-szócikk ezen változatának fordításán alapul.  Az eredeti cikk szerkesztőit annak laptörténete sorolja fel. Ez a jelzés csupán a megfogalmazás eredetét és a szerzői jogokat jelzi, nem szolgál a cikkben szereplő információk forrásmegjelöléseként.